# 新西兰电信
Spark紐西蘭 (原為紐西蘭電信；NZX: TEL、ASX：TEL、：NZT） 是一家新西蘭電信公司，提供固定式電話服務、移動電話網絡、網際網路接取業務、以及主要ICT供應商。成立于惠灵顿，是1990年以前的新西兰邮政私有化而组成的公司，也是新西兰的第二大移动通信运营商。自1990年以來，它一直作為一家上市公司經營。
新西兰电信是新西兰交易所上市值最高的公司，其股票市值的影响力位居所有上市公司的前40强之列。
新西兰电信最早在1987年作为新西兰邮政的一个分部成立，后于1990年私有化。考虑到新西兰电信当时垄断全新西兰固定电话线路的市场垄断地位，很多人认为当时的出售价格简直是太便宜了。而另外一些人则认为升级网络的资本投资用私人企业的来要比用政府的好些。

## 用户数量和市场份额
2005年纽西兰电信开始运营全纽首个3G网络，命名为T3G。由于成为市场先入者这一优势，加上咄咄逼人的市场策略和每月10纽币的短信打包服务，使得纽西兰电信能够从沃达丰手中抢回一些市场的份额。仅2005年11月，纽西兰电信报告称新添7万2千名新的移动电话用户，而沃达丰只有2万7千人。
| 季度       | 用户数量           | 市场份额 % |
| ---------- | ------------------ | ---------- |
| 1999年12月 | 858,000            | 68.37%     |
| 2000年12月 | 1,150,000          | 60.43%     |
| 2001年12月 | 1,379,000          | 56.94%     |
| 2002年12月 | 1,229,000          | 50.18%     |
| 2003年12月 | 1,298,000          | 49.95%     |
| 2005年3月  | 1,520,000 (approx) | 44.6%      |
| 2005年11月 | 1,600,000          | 46%        |

近期的信息表明纽西兰拥有的用户数量为160万人——沃达丰的用户数量则达到190万。

## 批评
纽西兰电信被指责利用其受政府保护的垄断地位而提供高价低质的服务。当竞争者与其在移动电话和长途电话市场上进行竞争时，由于纽西兰电信控制了市话的服务而令对手的固定竞争业务无从下手。纽西兰电信还利用其对固定电话业务的控制创建了纽西兰国内最大的互联网服务供应商，Xtra。
竞争者还声称纽西兰电信通过不公平的行为来阻止竞争者的加入，并且将宽带的带宽量以低于其他互联网服务供应商的价格再次销售给Xtra。
2005年7月间，24家互联网服务供应商通过一封函件正式向纽西兰商务委员会提出投诉。引人注意的是签名的名单上唯独少了纽西兰电信所拥有的服务商Xtra，和泰尔斯瑞-颗粒公司的服务商的名字。

### 藉口
在发表于2005年10月25日的这篇文章中 （页面存档备份，存于），纽西兰电信试图将纽西兰宽带业务发展缓慢的原因归咎于免费的地方市话业务（市话业务是收月租费的）。纽西兰电信是这样说的：“用户可选择更快的宽带业务，但是免费的地方市话业务制造了屏障，因为其允许用户们尽情地使用电话拨号上网。”
然而，互联网业界的专家却不这么认为，甚至经济合作与发展组织的秘书也对纽西兰电信的说法进行了反驳 （页面存档备份，存于）。

## 垄断的影响
纽西兰财政部估算每年由于纽西兰电信的垄断而造成的经济上的损失大约在5000万到2亿5千万纽币之间。另一项在1998年由竞争对手颗粒公司（现在的泰尔斯瑞-颗粒）委托所做的调查估算损失额为每年4亿纽币。

## 年表

### 1987年以前
該公司的前身是國營的紐西蘭郵政所新建的電信部門。

### 郵電分離
1987年3月31日，纽西兰邮政分離其新创建的电信部门出去，作为一家獨立運營的电信公司，但仍為政府持有，政府所有的电信公司开始注重于商业的发展。它以32亿美元的价格收购了属于原来邮政部门的资产，并开始着手改进服务种类和网络。 

### 1990
- 纽西兰电信开通过其025的移动通信网络和CDPD无线数据网。Telecom launches its 025 mobile network and CDPD mobile data network. 与此同时，纽西兰电信通讯市场开始逐渐取消管制。

- 公司成立仅仅4年后，纽西兰电信便以42亿5千纽币的价格出售给了总部位于美国的电信通讯公司——贝尔-大西洋和美科公司。今日这两家公司仍然保有部分的所有权。
- 颗粒通讯公司（现在叫作泰尔斯瑞-颗粒公司）开通其首个与纽西兰电信竞争的网络。

### 1991
- 纽西兰电信在纽西兰、澳大利亚和纽约的股票交易所挂牌上市。

### 1992
- 纽西兰电信开通一条价值2亿纽币的、连接澳大利亚和纽西兰的光纤有线线路。

### 1993
- 美科和贝尔-大西洋公司在纽西兰电信的控股减少至49.6%。
- 贝尔南方开设第一部同纽西兰电信相竞争的移动网络。

### 1995
- 与颗粒通讯公司（现在叫作泰尔斯瑞-颗粒公司）达成互通当地服务的协议。
- 纽西兰电信创建“第一传媒有限公司”用以开发覆盖奥克兰和惠灵顿地区的有线电视网络，称作“第一电视”。

### 1996
- 纽西兰电信在美国建立了一个电话交换系统用作国际通讯之用。
- 泰尔斯瑞纽西兰有限公司（现在叫作泰尔斯瑞-颗粒公司）在纽西兰的商用市场上开始运营。
- 纽西兰电信开始互联网服务供应商（ISP）的服务，并成为今日纽西兰最大的互联网服务供应商。

### 1997
- 土星通讯有限公司（现在叫作泰尔斯瑞-颗粒公司）进入惠灵顿的市话市场。
- 纽西兰电信买回价值100万元纽币的股份。Telecom buys back NZ$1 million of its shares.

### 1998
- 美科公司将其24.8%的股份在国际市场上公开出售。
- 贝尔-大西洋发行其拥有的可兑换纽西兰电信股份的可兑换债券。
- 纽西兰电信庆祝第50万个连上其移动网的移动电话客户。
- 纽西兰电信拥有其一半股份的南十字有线线路有限公司宣布计划修建一条将纽西兰与澳大利亚和北美连结起来的光纤线路。
- 纽西兰沃达丰收购贝尔南方并开始一项吸引纽西兰电信网客户的商业活动。

### 1999
- 纽西兰电信在澳大利亚创建分部，收购了澳大利亚第三大电信通讯公司AAPT 78%的股权。
- 纽西兰电信用灵通卡科技升级其全国范围内的付费电话网。
- 纽西兰电信基于ADSL科技的叫作“喷气流”的高速互联网服务开始运行，并带动当地债券交易市场的波动。
- 纽西兰泰尔斯瑞公司与土星公司合并为泰尔斯瑞-土星有限公司。

### 2000
- Xtra签下其第30万个用户。
- 纽西兰电信的分公司——电信移动通信公司庆祝连接到其无线网络的第100万个用户。
- 纽西兰电信将其在AAPT的控股增到100%。

### 2001
- 政府通过电信通讯法案，设立了电信通讯委员会。
- 泰尔斯瑞-土星公司收购颗粒通讯组成泰尔斯瑞-颗粒公司。

### 2005
- 纽西兰电信将其称作“字节流”的达256K/秒的ADSL服务批发出售（比零售价格低约10%）给其他的互联网服务供应商。
- 纽西兰电信的用户他们的隐私和安全在网络中不太安全，原因是一名叫“^god”的电话线路盗用者向媒体透露他可以接通几乎任何人的语音邮件。
- 纽西兰电信公布其2005财年收入为纽币9亿1千6百万元。

## 外部連結
- 官方网站
- Chorus Limited （页面存档备份，存于）